# هینتون مارتل
هینتون مارتل (به انگلیسی: Hinton Martell) یک روستا در بریتانیا است که در Hinton واقع شده‌است. هینتون مارتل ۳۶۸ نفر جمعیت دارد.